# Pietro Doderlein
Pietro Doderlein (Ragusa di Dalmazia, 2 febbraio 1809 – Palermo, 29 marzo 1895) è stato uno zoologo e geologo italiano.
Appassionato di Scienze naturali, nel corso della sua vita diede un grande contributo in varie branche delle scienze, dalla geologia alla paleontologia, fino alla zoologia.

## Biografia
Pietro Doderlein nacque a Ragusa di Dalmazia (oggi Dubrovnik), il 2 febbraio 1809. Da parte materna faceva parte della nobiltà cittadina, mentre il padre era un ufficiale dell'esercito francese. Doderlein studiò inizialmente a Zara e Venezia, dove si dedicò tanto a materie umanistiche, quanto a discipline scientifiche. In seguito frequentò l'Università di Padova, conseguendo la laurea in Medicina e Chirurgia nel 1835 Dopo aver esercitato per breve tempo come medico condotto, Doderlein abbandonò la professione per dedicarsi alla sua vera passione, la storia naturale Nel 1836 ottenne il ruolo di assistente alla cattedra di Storia naturale presso l'Università di Padova, divenendo poi titolare della medesima cattedra presso l'Università di Modena nel 1839. Qui insegnò anche Zoologia, Geologia e Mineralogia. Nel corso dei 23 anni trascorsi a Modena, Doderlein affiancò all'attività di professore universitario la ricerca sul campo, che lo portò a trovare numerosi fossili e pietre. Fu grazie a questi ritrovamenti che Doderlein poté creare il Museo di Storia Naturale di Modena, di cui fu primo direttore.
Convinto patriota, nel 1848 Doderlein fu al comando del battaglione universitari impegnato nella prima guerra d'indipendenza, con cui prese parte alla battaglia di Governolo.
Nel 1862 l'allora Ministro della pubblica istruzione Carlo Matteucci propose a Doderlein la cattedra di Zoologia ed anatomia comparata presso l'Università di Palermo, con la condizione di crearvi un museo di storia naturale sulla falsariga di quanto già fatto a Modena. A Palermo Doderlein si dedicò allo studio della fauna locale e si impegnò fin da subito per creare quello che poi sarebbe diventato il Museo di zoologia Pietro Doderlein. All'epoca a Palermo era già presente un piccolo museo, la cui sede si trovava presso il Collegio Massimo dei Gesuiti, ma le poche specie che possedeva erano ormai in pessime condizioni, infestate dai tarli, per cui Doderlein preferì gettare il tutto e ricominciare da capo. Quindi, al fine di assicurare una perfetta conservazione degli esemplari, Doderlein e i suoi collaboratori intervennero con un trattamento chimico segreto che ebbe grande successo, ma la cui formula è oggi perduta. Doderlein rimase a Palermo per più di 30 anni, dirigendo il museo di zoologia e continuando a dedicarsi contestualmente all'insegnamento e alla ricerca. Nel corso della sua vita ebbe modo di pubblicare varie opere su materie inerenti alla geologia, alla paleontologia e alla zoologia, e raccolse più di 40 000 fossili.
Ritiratosi dall'insegnamento nel 1894 a causa delle sue precarie condizioni di salute, Doderlein morì a Palermo il 29 marzo 1895.